# Kepler (cráter marciano)
Kepler es un cráter situado en el cuadrángulo de Eridania del planeta Marte. Localizado en las coordenadas 46,8° de latitud sur y 140,9° de longitud este. Tiene un diámetro de 228.24 kilómetros, y su configuración es la clásica de una llanura amurallada, con un anillo montañoso interior aproximadamente equidistante entre el centro y el borde exterior.
Fue nombrado en 1973 por la Unión Astronómica Internacional en memoria del astrónomo Johannes Kepler.  El 25 de marzo de 2006 la cámara HiRISE a bordo del Mars Reconnaissance Orbiter fotografió una sección del suelo de Kepler.
|  |  |